# 코피아 페라레세
코피아 페라레세(이탈리아어: Coppia Ferrarese)는 밀가루, 라드, 올리브유, 엿기름으로 만들어지는 빵이다. 빵의 대부분이 꼬인 모양을 가지고 있다. 이 빵은 12세기 경 이탈리아 페라라현에서 처음 만들어졌다.